# Mas d'Iglésies
El Mas d'Iglésies, o Mas Iglesias, és una antiga masia reformada com a casa senyorial del municipi de Reus (Baix Camp). Actualment és la seu del Centre de la Imatge Mas Iglesias i l'edifici està protegit com a bé cultural d'interès local.

## Descripció
És un edifici aïllat de planta quadrada amb planta baixa, pis i golfes. A dreta i esquerra hi ha dos elements de planta baixa i pis amb galeria correguda d'arcades, columnes jòniques i barana de balustres. La composició és simètrica a partir de les obertures de planta baixa, balconeres amb llindes al pis i quadrangulars a les golfes. Té una cornisa amb mènsules representant motius florals. Hi ha terrat i terrassa en el centre amb balustrada de balustres i quatre pinyes de pedra artificial en els extrems. La porta principal és de pedra picada, quatre semi pilastres amb volutes. La planta baixa és de color de pedra i la resta de façana és de color granat. A l'interior, el paviment és ceràmic; els sostres amb restes de pintures, ornamentació floral i medallons (tot ell de guix); escales i columnes de marbre blanc; vidres glaçats i emplomats de colors.

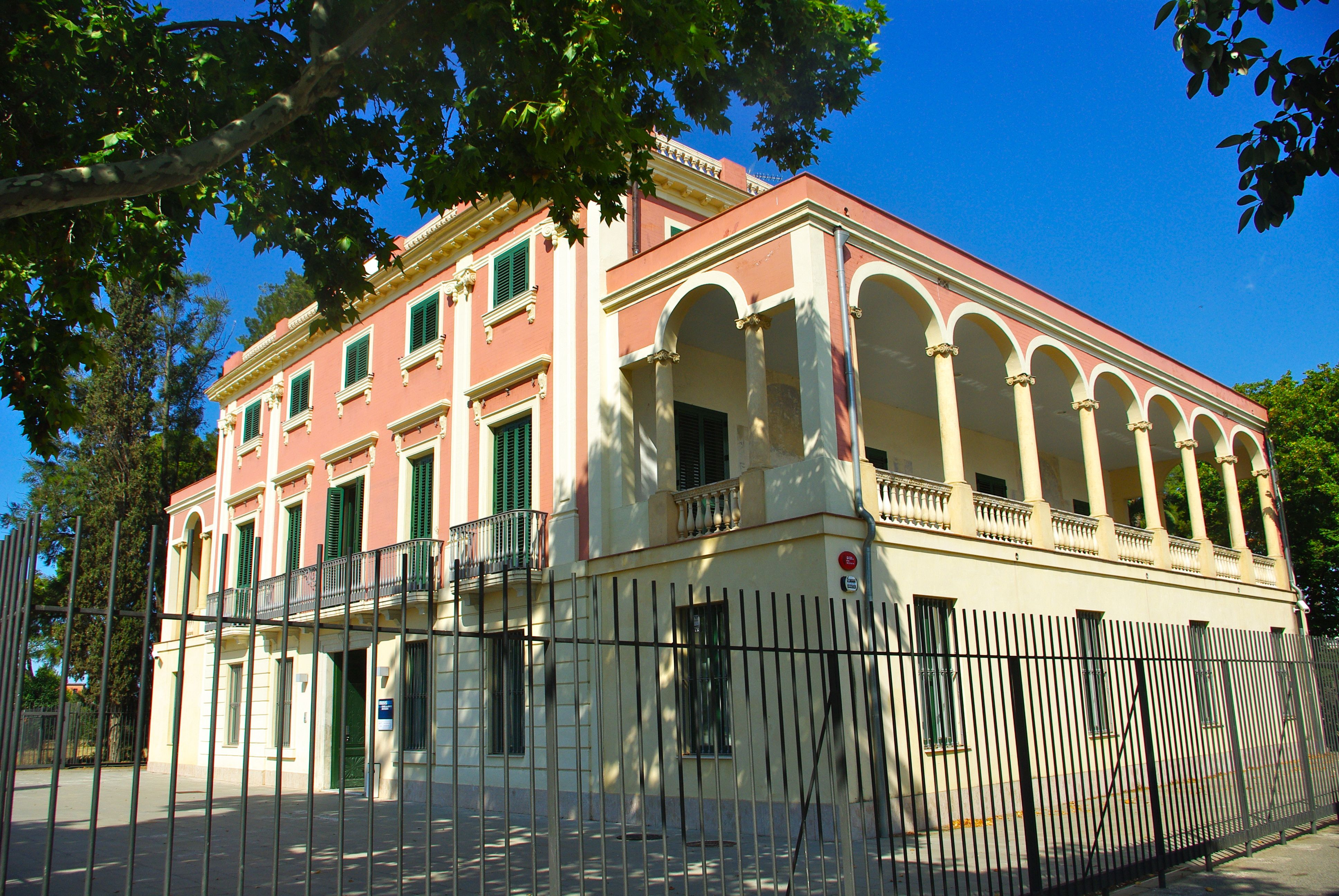
Mas de l'Iglésies

## Història
Aquest indret és una antiga casa senyorial d'estueig que pertanyia a Josep Òdena i Pujol i es coneixia sota el nom de 'Villa Biosca'. Va ser edificada probablement durant el darrer terç del segle xix com a casa senyorial. Rodejada d'un petit bosc, presideix una hisenda situada a la carretera de Salou.
Després de la mort del seu antic propietari, la finca passa a anomenar-se Mas Iglesias, ja que la seva filla es va unir en matrimoni amb Josep Iglesias i van heredar la propietat. En l'actualitat, l'edifici està reformat però encara manté l'estructura original i elements arquitectònics sense modificar, com el sostre d'una de les sales d'exposició.
Es coneix una llista de masos del terme, establerta l'any 1850, en què fa referència al Mas Iglesias, o de Magí Iglésies. També es coneix per aquest nom, el que s'havia dit Mas d'Òdena. Un plànol de la ciutat de Reus de l'any 1856, indica Closa d'Òdena".

## El Centre de la Imatge Mas Iglesias
El Centre de la Imatge Mas Iglesias (CIMIR) es situa en una antiga masia reformada com a casa senyorial que s'utilitza com a centre per preservar, estudiar i difondre tota mena de patrimoni visual. Aquest indret és possible gràcies a la Fototeca Municipal de Reus, l'Ajuntament de Reus i l'Agrupació fotogràfica de la ciutat i a les donacions realitzades per propietaris i col·leccionistes.

### Fototeca
A part de les fonts citades anteriorment per aconseguir les imatges que la componen (més de 8000), s'organitzen diverses convocatòries per tal d'ampliar el fons, entre elles els Premis Reus.
Gràcies a una base de dades de fàcil accés, disponible a la xarxa, qualsevol persona pot consultar les més de 45.000 fotografies documentades.

### Cinemateca
A més de la Fototeca Municipal, l'any 2006 s'hi afegeix al Centre de la Imatge Mas Iglesias la Cinemateca Antoni Martra i Badia (nom escollit per honorar a un dels pioners del cinema amateur reusenc). Es tracta d'un arxiu amb pel·lícules antigues de temàtica local (conservades en CIMIR), a disposició d'investigadors i d'altres possibles interessats en el tema. En l'actualitat conté més de 5.000 films. El juny d'aquest mateix any es va realitzar una presentació pública al Teatre Bartrina dels films més antics sobre Reus trobats. Aquest esdeveniment va ser possible gràcies a Antoni Martra i Solé, qui va recuperar-los, restaurar-los i cedir-los al CIMIR.
Una altra vessant del CIMIR és la que es centra en promocionar les creacions de continguts audiovisuals amb iniciatives com el Reus plató (rodatges a la ciutat) o les iniciatives que realitzen tallers, conferències, cursos i projeccions.

### Centre d'Exposicions FIAP
El Centre de la Imatge Mas Iglesias va ser declarat l'any 2020, més concretament al febrer, Centre d'Exposicions de la Federació Internacional de l'Art Fotogràfic (FIAP), convertint-se així en referent fotogràfic a nivell internacional i en el primer lloc de Catalunya en obtenir la catalogació de centre expositiu de referència.